# 피터 김
피터 S. 김(Peter S. Kim, 1958년 4월 27일 ~ )은 미국의 과학자이다. 한국계 미국인 출신으로서, 1997년 HIV의 인체 침투 메커니즘을 최초로 규명하여 에이즈 백신 연구에 크게 공헌한 것으로 잘 알려져 있다. 그는 98년 호암상 과학상을 수상했을 당시 상금(1억원) 전액을 서울대에 장학금으로 기증해 화제가 되었다.

## 경력
김은 단백질 폴딩 연구에 대한 기여로 이미 명성이 알려져 있다. 단백질 폴딩이란 일정한 아미노산 서열을 지닌 긴 폴리펩티드 사슬이 생물학적 기능을 지닌 3차 구조를 형성하는 과정을 말한다. 김박사는 또한 Coiled-Coil 단백질에 대한 모델시스템 개발로 잘 알려져 있다. 이 Coiled-Coil 구조는 세포증식에 핵심적인 역할을 하는 Fos와 Jun 발암유전자 사이의 상호작용 등 여러 종류의 단백질-단백질 상호작용에 기본이 되고 있다.
김박사의 연구결과 중, 가장 주목할 만한 업적은 '바이러스가 어떻게 세포에 침입하는가'에 대한 단서를 최초로 제공한 것이다. 특히 독감 바이러스가 인체세포에 침투할 때 용수철 기작(機作, spring-loaded mechanism)을 이용함을 제시했다. 이 기작(機作)에 의하면, 바이러스 단백질의 구조변화에 의해 단백질의 일부가 마치 작살과 같이 인체 세포 쪽으로 튕겨나가게 된다는 것이다. 이와 아울러 최근에는 AIDS 바이러스를 비롯한 다른 바이러스들도 비슷한 기작을 통해 세포에 침투한다는 사실을 밝혀냈다. 이러한 용수철 기작을 구명(究明)함으로써 바이러스 감염에 대한 새로운 저해제 개발의 단서를 제공해 줄 것으로 기대된다.
현재 김은 미국 학술원 및 미생물학 학술원 회원이며, 미국국립보건원 에이즈백신 위원회에서 활동하고 있다. 그간의 연구업적으로 수차례의 수상경력을 갖고 있는 김은 대표적으로 미국 화학회 생화학분야의 Eli Lilly상과 단백질학회의 DuPont Merck상을 수상한 바 있다.

## 이력
- 1998 미국 매사추세츠공과대학교 생물학과 교수
- 2003 머크연구소 연구책임자, 미국국립보건원 연구원, 화이트헤드 연구소 연구원, 하워드휴즈 연구소 연구원
- 2008 - 2013 머크연구소 수석부사장, 머크연구소 사장
- 2013 - 현재 스탠포드 대학교 생화학 교수(School of Medicine, Stanford University)[2]

## 수상
- 1993 미국국립과학아카데미상(분자생물학)
- 1994 Eli Lilly Award(생화학)
- 1998 호암상(기초과학)
- 1999 Hans Neurath Award of the Protein Society